# Maevatanana
Maevatanana es un municipio urbano en Madagascar. La ciudad está en la parte central-norte de la isla, en el río Ikopa, y está conectada por la carretera nacional RN 4 a Antananarivo y Mahajanga. La altitud es baja y al estar situada lejos de la costa, las temperaturas suelen ser altas. La ciudad pertenece a los distrito de Maevatanana, que forma parte de la Región de Betsiboka. Maevatanana es la capital de la región de Betsiboka, y se estimó que la población de la comuna era de aproximadamente 24.000 habitantes en el censo de 2001.
Además de la educación primaria, la ciudad ofrece educación secundaria en los niveles junior y senior. Maevatanana alberga el anexo del Instituto Universitario de Gestión y Administración (IUGM) de la Universidad de Mahajanga.
La ciudad tiene un tribunal permanente y un hospital. La mayoría del 60% de la población de la comuna son agricultores, mientras que un 7% adicional se gana la vida con la cría de ganado. Los cultivos más importantes son el arroz y el tabaco; también las batatas son un producto agrícola importante. La industria y los servicios dan empleo al 5% y al 15% de la población, respectivamente. Además, la pesca emplea al 13 % de la población.